# Drymomyrmex claripennis
Drymomyrmex claripennis är en myrart som beskrevs av Wheeler 1915. Drymomyrmex claripennis ingår i släktet Drymomyrmex och familjen myror. Inga underarter finns listade i Catalogue of Life.